# NGC 862
NGC 862 је елиптична галаксија у сазвежђу Феникс која се налази на NGC листи објеката дубоког неба.
Деклинација објекта је - 42° 2' 1" а ректасцензија 2h 13m 2,8s. Привидна величина (магнитуда) објекта NGC 862 износи 11,9 а фотографска магнитуда 12,9. NGC 862 је још познат и под ознакама ESO 298-20, MCG -7-5-12, AM 0211-421, PGC 8487.